# Phyllozelus abbotti
Phyllozelus abbotti är en insektsart som beskrevs av Morgan Hebard 1922. Phyllozelus abbotti ingår i släktet Phyllozelus och familjen vårtbitare. Inga underarter finns listade i Catalogue of Life.